# دهستان عشق‌آباد (مانه)
دهستان عشق‌آباد، یکی از دهستان‌های بخش مرکزی شهرستان مانه در استان خراسان شمالی ایران است. مرکز این دهستان، روستای عشق‌آباد است.

## جمعیت
بر پایه سرشماری عمومی نفوس و مسکن در سال ۱۳۹۵، جمعیت دهستان عشق‌آباد برابر با ۶٬۳۶۶ نفر بوده‌است.